# Thetidos morsura
Thetidos morsura é uma espécie de gastrópode do gênero Thetidos, pertencente a família Raphitomidae.